# 독립기념일 (필리핀)

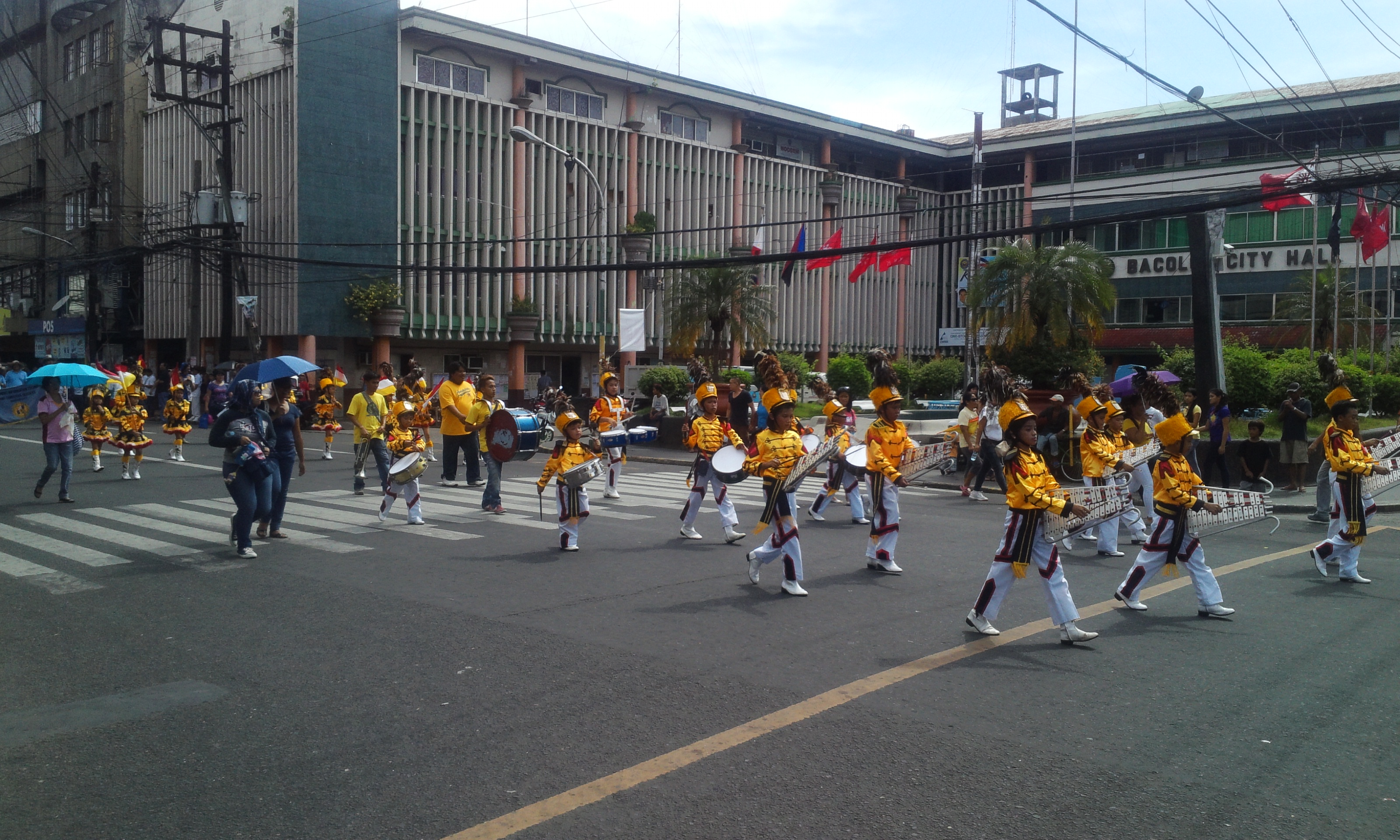
2014년 6월 12일 바콜로드에서 열린 독립기념일 기념 퍼레이드

필리핀의 독립기념일(타갈로그어: Araw ng Kasarinlan, Araw ng Kalayaan)은 1898년 6월 12일 스페인으로부터 독립된 날을 기념하는 국경일이다. 1962년에 국경일로 지정됐다.

## 역사
필리핀의 독립기념일은 시간이 흐름에 따라서 다양한 날을 기념해왔다.

## 같이 보기
- 독립기념일